# ベンジャミン・ジェームス・パケット
ベンジャミン・ジェームス・パケット（Benjamin James Puckett、1983年8月27日 - ）は、アメリカ合衆国のプロバスケットボール選手である。ポジションはセンター・パワーフォワード。登録名はB.J.パケット。

## 来歴
ジョージア州出身。2005年にクレイトン州立大学を卒業した後にプロ選手となり、アメリカ合衆国、フィンランド、メキシコ、ポルトガル、チリ、アルゼンチン、ウルグアイ、エクアドル、日本のチームに所属した。
2010-11シーズンに所属したウルグアイのAtletico Aguadaでは39試合に出場し、1試合平均19.6得点、8.7リバウンド、1.5アシストを記録。ウルグアイリーグの最優秀外国籍選手、最優秀フォワード、1stチーム、オール・インポート・チームに選出されている。
2011年10月に来日し、日本プロバスケットボールリーグ（bjリーグ）の島根スサノオマジックに入団。2シーズン在籍し、2012-13シーズンはチーム初のプレイオフ・カンファレンスセミファイナル進出に貢献した。
島根退団後はチリ、メキシコでプレーした後、2014年7月に高松ファイブアローズ加入。2014-15シーズンフィールドゴール成功率でリーグ4位。

## 主な成績
| シーズン         | チーム | GP | GS | MPG  | FG%  | 3P%  | FT%  | RPG | APG | SPG | BPG | TO  | PPG  |
| ---------------- | ------ | -- | -- | ---- | ---- | ---- | ---- | --- | --- | --- | --- | --- | ---- |
| bjリーグ 2011-12 | 島根   | 52 |    | 19.3 | .540 | .338 | .742 | 4.9 | 1.0 | 0.4 | 0.4 | 1.7 | 10.8 |
| bjリーグ 2012-13 | 島根   | 51 |    | 18.7 | .528 | .411 | .764 | 4.9 | 1.1 | 0.4 | 0.4 | 1.7 | 9.7  |
| bjリーグ 2014-15 | 高松   | 48 |    | 25.5 | .596 | .367 | .764 | 6.0 | 1.3 | 0.8 | 0.8 | 1.9 | 13.6 |